# ファウスト (パチスロ)
ファウスト（FAUST）とは、山佐が2000年11月に発表したパチスロ機。

## 概要
メーカー公式サイトでのキャッチフレーズは「勇気と決断。そして更なる挑戦を求める。」ポスターでのキャッチコピーは「確定された未来との駆け引き」。
ツインビッグ形式のテトラリール搭載の機種（Bタイプ、7ライン）。チャレンジビッグ→ハイパービッグと引いた場合、次のビッグもハイパーが約束されるというダブルハイパーモードが存在する。7ライン機の特徴であるボーナス確率の高さも特徴である。
多彩なテトラアクションは後継機種である『メフィスト』の円熟したテトラアクションには及ばないものの当時としてはドラマチックな演出や判りやすい小役ナビゲーションが注目された。またクリスタル、サンダーブレイク、ヴィーナス像といった中世調のリール絵柄は絵柄こそ違うものの『メフィスト』にも受け継がれることとなる。